# Escapade (歌曲)
〈掙脫束縛〉（英語：Escapade）是美國黑人女歌手珍娜·傑克森在1990年1月發行的單曲，它曾獲得告示牌單曲榜、節奏藍調榜以及舞曲榜三榜的榜首，成為珍娜·傑克森第3首全美冠軍單曲。

## 資料

### 單曲簡介
〈掙脫束縛〉為珍娜·傑克森第四張錄音室專輯《節奏國度》（英語：Janet Jackson's Rhythm Nation 1814）中所推出的第三首單曲，前兩首單曲為〈想念你〉（四週冠軍）以及〈節奏國度〉（第2名）。〈掙脫束縛〉是首節奏輕快旋律悅耳的流行舞曲，珍娜·傑克森本人也參與這首歌曲的創作。從上一張專輯《控制》開始，珍娜·傑克森就嘗試性的參與專輯製作過程，並且著手創作歌曲。

### 音樂影片
珍娜·傑克森揮別前兩首歌曲全部以黑白畫面呈現的音樂影片，〈掙脫束縛〉有別於前兩首影片嚴肅、冰冷且沉重的情境，珍娜·傑克森在該片中營造充滿了嘉年華會熱鬧的氣氛，期望打造出一起帶領歌迷進入她的歡樂世界、遠離塵囂，享受青春浪漫戀愛時光的影片氛圍。

### 商業成績
〈掙脫束縛〉在1990年1月20日首週入榜即攻入前40名，名列第37名，當週〈節奏國度〉尚在第6名緩慢下降中，1990年3月3日珍娜·傑克森擊敗了昔日事業上的老搭檔寶拉·阿巴杜三週冠軍的〈Opposites Attract〉逕自登上單曲榜榜首寶座，同時也蟬連了三週冠軍。就在〈掙脫束縛〉摘下單曲榜冠軍前一週，它已先行獲得舞曲榜的冠軍成績（三週），1990年3月10日這首單曲也登上了節奏藍調榜的冠軍（一週），成為珍娜·傑克森第六首節奏藍調冠軍曲。〈掙脫束縛〉在1990年告示牌年終單曲位於第15名。
〈掙脫束縛〉在英國單曲榜最高名次為第17名。